# Louis-Frédéric II de Schwarzbourg-Rudolstadt
Titre
Prince de Schwarzbourg-Rudolstadt
13 avril 1793 – 28 avril 1807
(14 ans et 15 jours)
Louis-Frédéric II de Schwarzbourg-Rudolstadt est un prince de la maison de Schwarzbourg né le 9 août 1767 à Rudolstadt et mort le 28 avril 1807 dans cette même ville. Il règne sur la principauté de Schwarzbourg-Rudolstadt de 1793 à sa mort.

## Biographie
Louis-Frédéric II est le fils aîné du prince Frédéric-Charles et de son épouse Frédérique-Sophie-Auguste de Schwarzbourg-Rudolstadt. Il succède à son père à la tête de la principauté à sa mort, en 1793.
Louis-Frédéric meurt en 1807, à l'âge de trente-neuf ans. Son épouse Caroline de Hesse-Hombourg exerce dès lors la régence au nom de leur fils aîné Frédéric-Gonthier, qui n'a que treize ans.

## Mariages et descendance
Louis-Frédéric II se marie le 21 juillet 1791 à Hombourg avec Caroline de Hesse-Hombourg, fille du landgrave Frédéric V. Ils ont sept enfants :
- Caroline-Auguste (1792-1794) ;
- Frédéric-Gonthier de Schwarzbourg-Rudolstadt (1793-1867), prince de Schwarzbourg-Rudolstadt ;
- Thècle (1795-1861), épouse en 1817 le prince Othon-Victor Ier de Schönbourg-Waldenbourg ;
- Caroline (1796-1796) ;
- Albert (1798-1869), prince de Schwarzbourg-Rudolstadt ;
- Bernard (1801-1816) ;
- Rodolphe (1801-1808).